# Tadeusz Cielniak
Tadeusz Cielniak (ur. 23 grudnia 1947 w Tomaszowie Mazowieckim, zm. w czerwcu 2019) – działacz związkowy i społecznik, w okresie PRL działacz opozycyjny w ramach NSZZ „Solidarność”, z zawodu tokarz.

## Życiorys
Był pracownikiem: Tomaszowskich Zakładów Przemysłu Terenowego (1966), Wytwórni Wyrobów Precyzyjnych w Niewiadowie k. Tomaszowa Maz. (1966–1967), Lokomotywowni PKP w Tomaszowie Maz. (1967–1968), Zakładów Włókien Chemicznych Wistom w Tomaszowie Maz. (1968–1974), Mazowieckich Zakładów Przemysłu Wełnianego Mazovia (1974–1978), Fabryki Maszyn Szklarskich Vitroma w Piotrkowie Trybunalskim Oddział w Tomaszowie Maz (1978–1983), Państwowej Komunikacji Samochodowej oddział Tomaszów Maz. (1983–1985), na rencie (1985–1986), Centralnego Ośrodka Sportu Spała k. Tomaszowa Maz. (1986–1989).
Od września 1980 był członkiem NSZZ „Solidarność”. Zajmował się kolportażem wydawnictw niezależnych w Tomaszowie Mazowieckim.
W NSZZ „Solidarność” pełnił następujące funkcje i podejmował następujące działania:
- od października 1980 przewodniczący Komisji Oddziałowej w Vitromie, Oddział Tomaszów Maz.
- od listopada 1980 wiceprzewodniczący KZ w Vitromie
- od listopada 1981 przewodniczący Delegatury MKZ „S” Ziemi Łódzkiej w Tomaszowie Maz.
- w maju i czerwcu 1981 delegat na I WZD Regionu Ziemia Łódzka, członek Komisji Koordynacyjnej ZR w woj. piotrkowskim
- 28-30 lipca 1981 współorganizator marszu głodowego w Tomaszowie Maz.
- 13-15 grudnia 1981 współorganizator akcji protestacyjnych w tomaszowskim Oddziale Vitromy
- 13 grudnia 1981 do marca 1982 współorganizator, członek Międzyzakładowego KS w Tomaszowie Maz., współorganizator druku, drukarz i kolporter ulotek
- w latach 1982-1985 działacz komitetów pomocy represjonowanym[2].

Od 14 grudnia 1981 represjonowany, w tym przetrzymywany w komendach Milicji Obywatelskiej. 28 maja 1982 został skazany przez Sąd Wojewódzki w Piotrkowie Tryb. na 2 lata więzienia. 12 stycznia 1983 skazany przez Sąd Najwyższy na karę 2 lata pozbawienia wolności w zawieszeniu na 4 lata (8 kwietnia 1993 ułaskawiony w wyniku rewizji nadzwyczajnej Prokuratora Generalnego).
W latach 1989–1991 był współorganizatorem Komitetu Obywatelskiego w Tomaszowie Maz., wiceprzewodniczącym Regionalnego KO, koordynatorem KO na terenie Tomaszowa Maz. Uczestniczył w kampanii wyborczej Komitetu Obywatelskiego „Solidarność” w 1989. W lipcu 1989 był przewodniczącym Miejskiego Komitetu Organizacyjnego „Solidarność” w Tomaszowie Maz. W październiku 1989 był delegatem na III Wojewódzki Zjazd Delegatów Regionu Piotrkowskiego. W latach 1989–1992 zasiadał w Zarządzie Regionu NSZZ „Solidarność”. Był przewodniczącym Delegatury NSZZ „Solidarność” w Tomaszowie Maz. W styczniu 1999 zorganizował i został przewodniczącym Terenowego Koła Osób Represjonowanych w Stanie Wojennym w Tomaszowie Mazowieckim. W 2003 został sekretarzem Rady Kombatantów i Osób Represjonowanych przy Staroście Tomaszowskim.
Zmarł w czerwcu 2019. 14 czerwca 2019 został pochowany na cmentarzu przy ul. Dąbrowskiej w Tomaszowie.

## Odznaczenia
- Medal O Niepodległość Polski i Prawa Człowieka 13 XII 1981 – 4 VI 1989 (2001)
- Krzyż Semper Fidelis (2002)
- Złoty Krzyż Zasługi (2006)
- srebrny medal Zasłużony dla Obronności Kraju (2007)
- złoty medal Opiekun Miejsc Pamięci Narodowej (2008)
- medale Pro Memoria (2009)
- Krzyż Oficerski Orderu Odrodzenia Polski (2009)
- medal Pro Patria (2012)[2]